# Protestas en Argentina de 2020-2021
Las protestas en Argentina de 2020 y 2021 fueron una serie de manifestaciones en el contexto de las protestas por las respuestas a la pandemia de COVID-19 que ocurrieron entre de mayo de 2020 y abril de 2021 en diferentes puntos del país. Los motivos son diversos, con el común denominador del descontento por las sucesivas extensiones de las medidas de Aislamiento Social Preventivo y Obligatorio adoptadas para contener la propagación de la enfermedad por coronavirus. Por este motivo, algunos medios de comunicación califican las protestas como "anti cuarentena". Otras consignas manifestaban oposición al gobierno, motivos económicos, reclamos por libertad, entre otros; sumado a ello, en paralelo había manifestaciones de grupos de extrema-derecha.
Las manifestaciones se realizaron en diferentes puntos del país, con epicentro en la ciudad de Buenos Aires. En general, los participantes lo hicieron desde sus vehículos.
También cabe destacar el gran protagonismo de liberales y libertarios en las manifestaciones, donde jóvenes enarbolan la bandera de Gadsden o anarcocapitalista en las marchas. La mayoría de las personas en dichas protestas suelen identificarse con el antikirchnerismo, libertarismo y el republicanismo, aunque también, se pudieron apreciar consignas de tipo anarquistas.
Las protestas fueron lideradas principalmente por referentes liberales como Javier Milei, José Luís Espert y Carolina Píparo, y también por políticos de Juntos por el Cambio como Patricia Bullrich, Waldo Wolff, entre otros; aunque referentes de la oposición como Horacio Rodríguez Larreta y Elisa Carrió, se manfiestaron en contra.

## Antecedentes
El primer caso confirmado de la pandemia de COVID-19 en Argentina se dio a conocer el 3 de marzo de 2020. El 19 de marzo, el presidente Alberto Fernández dispuso la primera etapa de la cuarentena,  inicialmente hasta el 31 del mismo mes. Si bien la instauración de la cuarentena generó una suba en la imagen positiva de Alberto Fernández, que llegó a alcanzar un pico en marzo, diversos factores hicieron que fuera disminuyendo durante cada uno de los meses subsiguientes de aislamiento preventivo y obligatorio, llegando en agosto a su menor nivel desde el inicio de las medidas sanitarias. Distintos indicadores recabados por encuestadoras mostraron una baja pronunciada en las expectativas económicas de la población, principalmente en la situación a futuro del empleo y los precios.
Las medidas de aislamiento —con diferenciaciones en distintos puntos del país según la dinámica de la propagación del virus y las decisiones de las autoridades locales— se extendieron a lo largo de los meses. La imagen positiva del presidente cayó hasta valores en torno al 60% en julio de 2020, y se mantuvo prácticamente estable durante un tiempo. 
Hacia mediados de octubre de 2020, la aprobación de la gestión de la emergencia sanitaria alcanzaba solo el 43%. alcanzando una imagen negativa en agosto.
El 30 de julio de 2020, el entonces presidente Alberto Fernández presentó un Proyecto de reforma judicial con el objetivo, según el mandatario, de lograr “organizar mejor la justicia federal y superar la crisis que afecta la credibilidad y el buen funcionamiento de la justicia federal con competencia penal”. Este proyecto preveía la unificación del fuero Federal con el Penal Económico y la creación de 23 nuevos juzgados, lo que diluiría la influencia de los 12 jueces federales del país, además de la unificación de las cámaras de apelaciones y la imposición de reglas de actuación para jueces federales. También, se conformó un Consejo Asesor para la creación de propuestas de reforma de la Corte Suprema y el Consejo de la Magistratura.

Para el 17 de agosto, la cuarentena (o aislamiento social, preventivo y obligatorio, ASPO) llevaba 151 días en la Ciudad de Buenos Aires, mientras que en la mayor parte del resto del país se había pasado a una fase de menores restricciones denominada Distanciamiento Social.
En el conurbano bonaerense, se observó un aumento en los delitos cometidos por personas sin antecedentes, denominados "delitos de supervivencia" por su Ministro de Seguridad, Sergio Berni. Este incremento del delito tuvo amplia cobertura por parte de los medios y fue uno de los reclamos que motivó a los manifestantes, aunque en palabras de la ministra de Seguridad de la Nación, Sabina Frederic: “No son muchos los robos [...] estamos viendo que hay hechos de violencia que se están produciendo, en ocasión de robos, que están alertando, sobre todo, los medios de comunicación, que los hacen visibles y que siguen los casos". Posteriormente, el Jefe de Gabinete, Santiago Cafiero, añadió sobre el tema: "Lo que sí sé es lo que plantea la ministra de Seguridad Frederic con respecto a una estadística con relación al año pasado; ahora, con relación a marzo sí evidentemente hay más casos".
Durante el periodo de ASPO (aislamiento social preventivo obligatorio), hubo diversos casos de brutalidad policial y 'desaparecidos'. Los casos más notables son los de Luis Espinoza y Facundo Castro, que fueron respectivamente investigados por la Organización de las Naciones Unidas, Human Rights Watch, entre otras. Analistas afirmaron que entre marzo y agosto de 2020 hubo al menos 92 muertes perpetradas por las fuerzas estatales; 34 muertes por fusilamientos de "gatillo fácil", 45 muertes bajo custodia, 4 femicidios, 3 desapariciones forzadas y un caso interfuerza.
También cobró notoriedad el Caso Formosa, donde luego de protestas en contra del confinamiento y el gobierno de Gildo Insfrán, se detuvieron al menos 93 civiles, entre ellos periodistas y menores de edad. Además, ante las crecientes protestas, las fuerzas de seguridad de Formosa reprimieron utilizando balas de goma a corta distancia, gases lacrimógenos vencidos, entre otras cosas, que llevaron a que diversos organismos internacionales y organizaciones no gubernamentales investiguen el caso.

## Protestas

### 2020

#### Mayo
El 25 de mayo un grupo reducido de personas se reunió frente a Plaza de Mayo, en la ciudad de Buenos Aires. La convocatoria se realizó a través de las redes sociales.
Los asistentes a la marcha —unas 100 o 200 personas según distintas fuentes— expresaron su descontento por la extensión de la cuarentena, reclamaron mayor libertad, y en algunos casos adoptaron posiciones negacionistas en relación con la existencia de la pandemia. La protesta incluyó cacerolazos de un grupo de personas en torno al Obelisco y en algunos barrios de la ciudad.

#### Junio
El 6 de junio un pequeño grupo de personas se reunió en las cercanías del Obelisco. La mayor parte de los asistentes reclamaban la implementación de protocolos que permitieran la reapertura de comercios, gimnasios y otras actividades. A este reclamo se agregaron otras consignas heterogéneas, como el rechazo a un supuesto "nuevo orden mundial", y un reclamo "por la libertad", entre otras.
El 20 de junio se produjo la manifestación denominada #BanderazoNacional. A las consignas habituales se agregaron reclamos diversos como "promover la República" o que el país "no se convierta en Argenzuela". Fue convocada a través de las redes sociales por referentes de la oposición, e incluyó caravanas de vehículos que circularon en el centro de la ciudad de Buenos Aires. La marcha, que reunió unos cientos de personas, se produjo en un momento de pico en el número de contagios registrados en la zona metropolitana.

#### Julio
El 8 de julio de 2020, el expresidente Mauricio Macri concedió una entrevista al periodista Álvaro Vargas Llosa durante la cual expresó sus críticas a la gestión de su sucesor Alberto Fernández y se manifestó firmemente a favor de "las libertades" que en su opinión estaban en riesgo en Argentina.
Al día siguiente, en coincidencia con la celebración del Día de la Independencia, se organizó una marcha de protesta con epicentro en la ciudad de Buenos Aires y réplicas en algunos puntos del país. Las consignas fueron similares las de anteriores protestas, con el agregado de reclamos por la "libertad de expresión" y en "defensa de la propiedad privada".
La manifestación fue en general pacífica, pero un grupo de personas agredió a periodistas de C5N que realizaban la cobertura y provocaron daños en el vehículo que los transportaba, sin que las fuerzas de seguridad intervinieran para preservar el orden.
La marcha recibió críticas desde diversos sectores, básicamente por el hecho de que en general no se respetó el distanciamiento entre los asistentes y muchos de ellos no utilizaron mascarillas o barbijos. Unas dos semanas después, se registraban en el país picos de contagios confirmados, lo que fue interpretado como la consecuencia de las manifestaciones del 9 de julio.

#### Agosto
El 1 de agosto un grupo de unos 300 manifestantes se reunieron en el centro de la ciudad de Buenos Aires. La convocatoria fue realizada a través de las redes sociales bajo el hashtag "1AYoVoy",[cita requerida] con el objetivo de manifestar el rechazo a un proyecto de reforma, —presentado por el ejecutivo nacional y aún no discutido en el Congreso de la Nación—, centrada en la justicia federal.
El 17 de agosto se produjeron una serie manifestaciones bajo el nombre 17A o Caravana por la República. Los principales reclamos fueron la defensa de las instituciones y la división de poderes ante la intención anunciada por el gobierno de una reforma de la Corte Suprema, contra el gobierno nacional, contra Cristina Fernández de Kirchner, contra el manejo de la cuarentena, y por el aumento de las jubilaciones.  El gobierno nacional  calificó a los manifestantes como "anticuarentena" y a la marcha como una burla a las medidas para contener la pandemia.
La protesta más grande se realizó en el Obelisco de la Ciudad de Buenos Aires. También se realizaron protestas en Cabildo y Juramento (Belgrano, Buenos Aires), Juncal y Uruguay (Recoleta, domicilio de la vicepresidenta Cristina Kirchner), frente a la Quinta presidencial de Olivos, y en las ciudades de Córdoba, Santa Fe, Mendoza, Tucumán, La Matanza, Mar del Plata, Lomas de Zamora, Adrogué, Avellaneda (Santa Fe), Comodoro Rivadavia, Río Gallegos, La Plata, Bahía Blanca y Viedma. La protesta se realizó principalmente desde autos para mantener la distancia social requerida para la prevención del COVID-19. También hubo concentraciones de personas a pie con barbijo y guardando distancia. La movilización se produjo hechos de violencia cuando algunos asistentes que rompieron el móvil del canal C5N, de modo similar a lo sucedido en la movilización del 9 de julio de 2020.
La convocatoria fue realizada mayoritariamente por redes sociales, por perfiles sobre política opositores al gobierno  ningún partido político opositor se adjudicó el llamado a protestar, ni tampoco se exhibieron insignias partidarias[cita requerida] en la protesta aunque sí ideológicas. Asistieron a la movilización algunos referentes del opositor Juntos por el Cambio, como la presidenta del PRO Patricia Bullrich, el actor y exdiputado radical Luis Brandoni y los exministros Hernán Lombardi y Andrés Horacio Ibarra También participaron los diputados nacionales de JxC Waldo Wolff y Héctor "Toty" Flores, y la diputada provincial Carolina Piparo. Otros políticos de la misma alianza como el jefe y vicejefe de Gobierno de la Ciudad de Buenos Aires, Horacio Rodríguez Larreta y Diego Santilli respectivamente, y el ministro de Salud del mismo distrito Fernán Quirós no asistieron y expresaron su disconformidad por la realización del encuentro.
En la tarde del 26 de agosto un grupo de personas se reunió frente al Palacio del Congreso en rechazo a la reforma judicial cuyo tratamiento estaba programando para el 27 de agosto. La convocatoria proponía realizar una especie de vigilia y luego un abrazo simbólico al Parlamento. Unas 500 personas asistieron a la marcha. Días después, mientras continuaba el trabajo de las comisiones parlamentarias previo al tratamiento del proyecto, un pequeño grupo de personas intentó forzar el ingreso al Congreso, y un manifestante armado fue detenido.

#### Septiembre
Entre la noche del 1 de septiembre y el 2 de septiembre, manifestantes acudieron a altas horas de la noche en descontento por la sesión virtual donde figuraban “ausentes” a diputados de Juntos por el Cambio que asistieron de manera presencial al Congreso. La misma se extendió hasta pasada las 4 de la madrugada del 2 de septiembre con cientos de manifestantes afuera del Congreso; también contó con la presencia del actor y músico Alfredo Casero.
El 6 de septiembre se realizó una polémica quema de barbijos, este acto era festejado por los participantes al grito de “¡Quema de barbijos, quema de barbijos…!”, mientras algunos graban la situación.
El 13 de septiembre se realizaron protestas en varios puntos del país. Con epicentro en el centro de la ciudad de Buenos Aires, la convocatoria logró escasa adhesión.
El 19 de septiembre se realizaron nuevas manifestaciones en varios puntos del país, como La Plata, Córdoba y San Miguel de Tucumán, entre otros. En esta fecha también se realizaron manifestaciones en el exterior, como en la embajada argentina en Francia.
El 28 de septiembre unas 15 000 personas se manifestaron en cercanías de la localidad de Palpalá, Provincia de Jujuy, en reclamo de justicia por los feminicidios cometidos en la provincia en las semanas anteriores.

#### Octubre
El 12 de octubre se realizó una nueva movilización que contó con la participación de referentes de la oposición, y fue replicada en varias ciudades como Mendoza, Córdoba y Tucumán. El manejo de la pandemia, la supuesta injerencia oficial en la Justicia y el rumbo de la economía inspiraron las principales consignas.
La misma generó controversia por varios ataques a medios de prensa y violencia contra diferentes periodistas que cubrían la noticia, incluyéndose amenazas de muerte a periodistas y golpes.

#### Noviembre
El 8 de noviembre se desarrolló una nueva manifestación en diferentes puntos del país y, a diferencia de las anteriores, no se eligió un día feriado. Las consignas fueron, entre otras, la independencia de poderes, el respeto a la Constitución, la seguridad y la situación económica.

### 2021

#### Abril
El 15 de abril se realizaron diversas manifestaciones y cacerolazo tras el anuncio del Presidente Alberto Fernández del endurecimiento de las medidas y la suspensión de clases. Esa misma noche cientos de personas se agolparon en la Quinta de Olivos a pesar de la restricción nocturna que regía en ese momento. Participaron figuras políticas cómo Javier Milei, Patricia Bullrich, Martin Lousteau, Mario Negri y José Luis Espert.
El 17 de abril ocurrieron diversas manifestaciones nuevamente principalmente para pedir el regreso a clases y contra las restricciones nocturnas que comenzaban ese mismo día a las 20hs, las concentraciones ocurrieron en diversas ciudades, en la Ciudad de Buenos Aires hubo protestas en el Obelisco, en la Quinta de Olivos y en la Casa Rosada, a las 8 de la noche con la vigencia de la restricción nocturna de circulación la mayoría de los manifestantes se dispersaron, sin embargo en la Casa Rosada permanecieron aproximadamente un centenar de personas, de las cuales un par realizaron disturbios, derribando el vallado de seguridad y subiéndose a las rejas de la Casa Rosada por lo cual la policía dispersó a estos con agua, la manifestación terminó con 6 detenidos por causar estos incidentes.

#### Mayo
El 25 de mayo en concordancia con el feriado por la Revolución de Mayo transcurrieron masivas manifestaciones en prácticamente todo el país en simultáneo: desafiando las medidas estrictas de cuarentena por 9 días y con gran parte de los manifestantes sin tapabocas, en la mayoría de casos transcurrieron con tranquilidad, sin embargo en ciudades como Rosario, La Rioja, Tucumán entre otras la policía actuó disparando balas de goma derivando en arrestos masivos de manifestantes.

#### Julio
En julio ocurrieron diversas manifestaciones de igual manera coincidiendo con fechas patrias importantes, una bastante importante ocurrió el 9 de julio principalmente por parte del Campo en rechazo a diversas medidas del Gobierno, incluida la retención a la exportación de carne que posteriormente descartó. Ese mismo día cerca de 10.000 productores autoconvocados se manifestaron según Gendarmería Nacional.

#### Diciembre
El 11 de diciembre, posteriormente en la Provincia del Chubut, el día 16 de diciembre, la legislatura aprobaria una controvertida ley entre la población chubutense sobre un proyecto de megamineria en la provincia del cual varias agrupaciones ambientalista habían presentado quejas por la contaminación a los ríos de la provincia que provocaría la actividad minera en la zona. Ya se venían provocando algunos disturbios menores en contra de la aprobación de la ley (en uno, por ejemplo, apedrearon la camioneta del presidente de la nación Alberto Fernández) pero, una vez autorizada la actividad,llegando a desatarse batallas campales estallarian en las ciudades Trelew y Rawson como parte de una rebelión popular apodada "Chubutazo"[cita requerida] organizada en redes sociales para anular la ley un grupo de encapuchados llegados de otras provincias incendiaria la casa de gobierno de Chubut y la vandalizaria desde el exterior 
, un grupo de manifestantes incendiaria la casa de gobierno de Chubut y la vandalizaria desde el exterior  ', así como otros edificios públicos y coches policiales serían igualmente víctimas de incendios provocados intencionalmente.

## Opiniones
Tras las manifestaciones hubo opiniones dispares en la sociedad, entre quienes defendían las manifestaciones y cacerolazos y quienes opinaban que era irresponsable la realización de las mismas por el pico de la pandemia que atraviesa el país en el momento.

### Marchas de 2020
El presidente de la Nación hizo dos referencias a la marcha del 17A; antes de la misma afirmó que esta era una "invitación al contagio", y tras la realización de la misma comentó en una rueda de prensa: "No nos van a doblegar, los que gritan no suelen tener razón".
El entonces Ministro de Salud, Ginés González García afirmó: "La marcha es una burla sobre todas las medidas que estamos intentando con esfuerzo todos los argentinos". 
El Jefe de Gabinete, Santiago Cafiero, declaró: "Le pedimos perdón a los trabajadores de la salud por no haber podido evitar la marcha". Por su parte, el Ministro de Defensa, Agustín Rossi dijo que "fue un acto de irresponsabilidad política. Una marcha claramente convocada por los sectores más violentos desde lo discursivo de la oposición". Roberto Salvarezza, Ministro de Ciencia y Tecnología, declaró que "va a traer consecuencias en el número de contagios”.
También se expresó la titular del PAMI, Luana Volnovich: "Si alguien convocara a mi mamá a una marcha, lo mato".
Tras las masivas movilizaciones del 12 de octubre el ministro de Defensa Nacional Agustín Rossi se refirió a las protestas en Twitter, donde afirmó que: "...hace 6 meses que salen de caravana, insultan, agreden y no se hacen cargo de nada" El presidente Alberto Fernández también opinó acerca de las manifestaciones considerando que estas forman parte de la democracia, pero "promover una convocatoria a una protesta en el domicilio de una persona solo fomenta la grieta y daña esa convivencia democrática", afirmó en Twitter. Estas consideraciones se efectuaron en simultáneo mientras ocurrían las protestas y en referencia a la convocatoria realizada en las redes sociales para reunir manifestantes frente al domicilio de la vicepresidenta Cristina Fernández de Kirchner.
Algunos referentes de la oposición como Elisa Carrió o Horacio Rodríguez Larreta se mostraron en contra de las marchas. En el mismo sentido se expresó Gerardo Morales, gobernador de Jujuy, que pidió públicamente a los ciudadanos que no asistieran a la convocatoria.

### Marchas de 2021
El 16 de abril el presidente Alberto Fernández en una conferencia de prensa se refirió a los que no acatan el DNU, especialmente refiriéndose a la líder de la oposición Patricia Bullrich : "Que la la presidenta de un partido político en la democracia haga eso me parece que es un llamado de atención, a mí, la rebelión no, a mi la rebelión no, eh, en el Estado de derecho las leyes se cumplen" afirmó el mandatario esa noche.